# نهنگ جان جوک
نهنگ جان جوک (نام علمی: Janjucetus) نام یک سرده از تیره پستانداردندانان است.